# Ludmilla Pitoëff
Ludmilla Pitoëff, născută Ludmilla Smanov, (n. 25 decembrie 1899, Tbilisi, Imperiul Rus – d. 15 septembrie 1951, Rueil-Malmaison, Métropole du Grand Paris, Franța) a fost o actriță franceză de origine rusă.
Tatăl său a fost un administrator civile cu grad de general. Verile, mama ei o lua în vacanță în Franța sau Italia. La sfârșitul studiilor sale, mama și fiica ei au plecat la Paris căci Ludmilla dorea să devină cântăreață. După o încercare nefericită de a intra la Conservatorul de artă dramatică, l-a întâlnit pe Georges în aprilie 1914. Georges a montat spectacole și Ludmilla a jucat în ele.
O parte a publicului venea special să o vadă jucând pe Ludmilla pe care toți martorii o descriu ca o actriță minionă și care părea inițial ștearsă, dar care strălucea pe scena printr-o prezență scenică remarcabilă. Jean Nepveu-Degas o descrie în spectacolul Trei Surori în 1929: „subțire, palidă, cu privirea devoratoare, silueta fragilă și o voce patetică”.
Cele mai importante roluri ale Ludmillei au fost: Nora în piesa O casă de păpuși de Ibsen și Ioana d'Arc în Sainte Jeanne de Shaw.
Moartea lui Georges a fost pentru Ludmilla o catastrofă din care ea nu și-a mai revenit.

## Spectacole teatrale
- 1921 : Androclès et le lion de George Bernard Shaw, pus în scenă de Georges Pitoëff
- 1921 : Macbeth de William Shakespeare, pus în scenă de Georges Pitoëff, Plainpalais
- 1921 : Dama cu camelii de Alexandre Dumas fiul,  pus în scenă de Georges Pitoëff, Plainpalais
- 1921 : Celui qui reçoit les gifles de Leonid Andreev, pus în scenă de Georges Pitoëff, Plainpalais, Théâtre Moncey
- 1923 : Mademoiselle Bourrat de Claude Anet, pus în scenă de Georges Pitoëff, Comédie des Champs-Élysées
- 1923 : Six personnages en quête d'auteur de Luigi Pirandello, pus în scenă de Georges Pitoëff, Comédie des Champs-Élysées
- 1923 : Liliom de Ferenc Molnár, pus în scenă de Georges Pitoëff, Comédie des Champs-Élysées
- 1923 : La Journée des aveux de Georges Duhamel, pus în scenă de Georges Pitoëff, Théâtre des Champs-Élysées
- 1923 : L'Indigent de Charles Vildrac, pus în scenă de Georges Pitoëff, Comédie des Champs-Élysées
- 1923 : La Petite Baraque de Aleksandr Blok, pus în scenă de Georges Pitoëff, Comédie des Champs-Élysées
- 1924 : L'Amour de Henry Kistemaeckers, Théâtre de la Porte-Saint-Martin
- 1924 : Celui qui reçoit les gifles de Leonid Andreev, pus în scenă de Georges Pitoëff, Comédie des Champs-Élysées
- 1925 : Le Lâche de Henri-René Lenormand, pus în scenă de Georges Pitoëff, Théâtre des Arts
- 1926 : Adam, Eve et Cie de Balgi, pus în scenă de Georges Pitoëff, Théâtre des Mathurins
- 1927 : Mixture de Henri-René Lenormand, pus în scenă de Georges Pitoëff, Théâtre des Mathurins
- 1928 : La Maison des cœurs brisés de George Bernard Shaw, pus în scenă de Georges Pitoëff, Théâtre des Mathurins
- 1928 : Les Revenants de Henrik Ibsen, pus în scenă de Georges Pitoëff, Théâtre des Mathurins
- 1928 : La Célèbre Histoire de Saint-Georges de Bouhélier, pus în scenă de Georges Pitoëff, Théâtre des Mathurins
- 1928 : César et Cléopâtre de George Bernard Shaw, pus în scenă de Georges Pitoëff, Théâtre des Arts
- 1929 : Le Dernier Tzar de Maurice Rostand, pus în scenă de Émile Couvelaine, Théâtre de la Porte-Saint-Martin
- 1931 : La Belle Hôtesse de Carlo Goldoni, pus în scenă de Georges Pitoëff, Théâtre Albert 1er
- 1932 : Plus jamais ça ! de Fred Angermayer, pus în scenă de Georges Pitoëff, Théâtre de l'Avenue
- 1933 : Les Juifs de Tchirikov, pus în scenă de Georges Pitoëff, Théâtre du Vieux-Colombier
- 1933 : Libeleï de Arthur Schnitzler, pus în scenă de Georges Pitoëff, Théâtre du Vieux-Colombier
- 1933 : La Polka des chaises de Ronald Mackenzie, pus în scenă de Georges Pitoëff, Théâtre du Vieux-Colombier
- 1934 : Le Chef de Drieu La Rochelle, pus în scenă de Georges Pitoëff, Théâtre des Mathurins
- 1934 : Le Canard sauvage de Henrik Ibsen, pus în scenă de Georges Pitoëff, Théâtre du Vieux-Colombier, Théâtre des Mathurins
- 1934 : Sainte Jeanne de George Bernard Shaw, pus în scenă de Georges Pitoëff, Théâtre des Mathurins
- 1935 : Hommage des acteurs à Pirandello : Henri IV de Luigi Pirandello, Théâtre des Mathurins
- 1935 : Dieu sait pourquoi ? de Steve Passeur, pus în scenă de Georges Pitoëff, Lyon
- 1935 : Ce soir on improvise de Luigi Pirandello, pus în scenă de Georges Pitoëff, Théâtre des Mathurins
- 1935 : La Complainte de Pranzini et de Thérèse de Lisieux d'Henri Ghéon, pus în scenă de Georges Pitoëff, Théâtre des Mathurins
- 1935 : Le Héros et le soldat de George Bernard Shaw, pus în scenă de Georges Pitoëff, Théâtre des Mathurins
- 1936 : Le Merveilleux Alliage de Vladimir Kirchon, pus în scenă de Georges Pitoëff, Théâtre des Mathurins
- 1936 : La Folle du ciel de Henri-René Lenormand, pus în scenă de Georges Pitoëff, Théâtre des Mathurins
- 1936 : Tu ne m'échapperas jamais de Margaret Kennedy, pus în scenă de Georges Pitoëff, Théâtre des Mathurins
- 1936 : Dieu sait pourquoi ? de Steve Passeur, pus în scenă de Georges Pitoëff, Théâtre des Mathurins
- 1936 : Angelica de Léo Ferrero, pus în scenă de Georges Pitoëff, Théâtre des Mathurins
- 1936 : Quand vous voudrez de Georges Duhamel, pus în scenă de Georges Pitoëff, Théâtre des Mathurins
- 1937 : Amal et la lettre du roi de Rabindranath Tagore, pus în scenă de Georges Pitoëff, Théâtre des Mathurins
- 1937 : Six personnages en quête d'auteur de Luigi Pirandello, pus în scenă de Georges Pitoëff, Théâtre des Mathurins
- 1937 : Le Voyageur sans bagage de Jean Anouilh, pus în scenă de Georges Pitoëff, Théâtre des Mathurins
- 1937 : Eve de Jean Yole, pus în scenă de Georges Pitoëff, Théâtre des Mathurins
- 1937 : Celui qui reçoit les gifles de Leonid Andreev, pus în scenă de Georges Pitoëff, Théâtre des Mathurins
- 1938 : Là-bas de Titayna, pus în scenă de Georges Pitoëff, Théâtre des Mathurins
- 1939 : La Mouette de Anton Cehov, pus în scenă de Georges PitoëffThéâtre des Mathurins
- 1939 : Un ennemi du peuple de Henrik Ibsen, pus în scenă de Georges Pitoëff, Théâtre des Mathurins
- 1939 : La Dame aux camélias de Alexandre Dumas fiul,  pus în scenă de Georges Pitoëff, Théâtre des Mathurins
- 1946 : L’Échange de Paul Claudel, pus în scenă de Georges Pitoëff, Comédie des Champs-Élysées
- 1949 : Miss Mabel de R.C. Sherriff, pus în scenă de Jean Mercure, Théâtre Saint-Georges
- 1951 : Survivre de Michel Philippot, pus în scenă de Émile Dars, Théâtre des Noctambules